# Montegrosso
För andra betydelser, se Montegrosso (olika betydelser).
Montegrosso är en kommun i departementet Haute-Corse på ön Korsika i Frankrike. Kommunen ligger i kantonen Calenzana som tillhör arrondissementet Calvi. År 2022 hade Montegrosso 417 invånare.

## Befolkningsutveckling
Antalet invånare i kommunen Montegrosso
Referens:INSEE